# 吴爱英
吴爱英（1951年12月—），女，汉族，山东昌乐人，中华人民共和国政治人物。中央党校在职研究生学历，中华人民共和国官员。第十四、十五、十六届中共中央候补委员，第十七、十八届中共中央委员。曾任中华人民共和国司法部部长、党组书记。2017年10月，因严重违纪被开除党籍。

## 生平

### 早年
吴爱英1951年12月出生在山东省昌乐县红河镇清泉村的一个普通农民家庭，父母都是不识字的贫农，吴爱英在姐妹三人中年纪最小。初中毕业后不久，约在1969年，被大队选为妇女队长，当时农村的初中毕业生不多。吴爱英上任后，白天率领妇女下地干活，夜间率领女民兵到处巡逻。有一年发生水灾，吴爱英率领一批妇女手拉手连成排站在大堤的决口处堵水。当时农村一般是早晨拾粪肥庄稼，吴爱英常早起，为集体拾粪，不给自己计工分，也不留姓名。吴爱英还曾经半夜起来，偷偷为集体刨苹果树坑，也不留姓名，后来人们才渐渐发现是她做的。
1970年10月，吴爱英加入中国共产党。1971年，高等学校开始招收工农兵学员，吴爱英因为工作表现好，并且家庭出身好，被第一批推荐上山东大学学习，与她同批进入山东大学的工农兵学员不是劳动模范就是积极分子或者人大代表，没有走后门的。文革期间，原山东大学被肢解，部分文科被迁往曲阜，与曲阜师范学院合称山东大学，吴爱英是当时曲阜的山东大学“政史大队”的学生。吴爱英在班里年龄最小，但因处事老成，担任了团支部副书记、副班长等职务。
1973年8月，吴爱英从山东大学政治系政治专业毕业，参加工作。当时她被分配到中共昌乐县委党校任教员。1974年，调任昌乐县高崖公社党委副书记，从此成为基层干部，踏上仕途。

### 山东仕途
1975年9月，吴爱英任中共昌乐县委常委、城关公社党委副书记。1976年11月，任中共昌乐县委副书记、昌乐县革命委员会副主任兼城关公社党委书记、革命委员会主任。1978年7月，调任共青团昌潍地委书记、党组书记。1982年10月，上调共青团山东省委副书记。1989年12月，调任山东省妇联副主任，1990年8月晋升为主任。
1993年7月，42岁的吴爱英升任山东省人民政府副省长，成为山东省历史上首位女性副省长。1998年4月，任中共山东省委副书记。2002年3月，任中共山东省委副书记、山东省政协主席。
在担任山东省主要领导工作时，吴爱英多年分管公检法的工作。其任内的一大政绩是1995年“济南交通警察”的优秀形象受到中央肯定，时任中共中央总书记江泽民为之题词“严格执法，热情服务”，“济南交警”的事迹也在全国推广和学习

### 接掌司法部
2003年11月，吴爱英任司法部副部长、党组副书记（正部长级），主管律师公证工作指导司、基层工作指导司、政治部等部门。2005年7月，任司法部部长、党组书记，成为继史良之后中华人民共和国第二位女性司法部长。她获得了中央党校政治学专业研究生学历，此后又读了中央党校法学专业在职研究生。
在司法部长任内，她兼任全国普法办公室主任。2006年，国务院转发《中央宣传部、司法部关于在公民中开展法制宣传教育的第五个五年规划》的通知，这标志着“四五”普法结束，“五五”普法开始。
在她任内，司法部推出了《律师事务所管理办法》（2016年）、《律师事务年度检查考核办法》、《律师和律师事务所执业证书管理办法》和《律师和律师事务所违法行为处罚办法》等多部部门规章。2016年10月，美国之音等报道指，包括40名律师在内的600名情愿者联名要求罢免司法部长吴爱英，理由是：“司法部七年来制定多部违反宪法法律的上述规章，违法减损律师和律所权利并增设义务，增加司法部门权力，严重侵犯律师合法权益，破坏宪法法律正确实施，把司法部变成对抗宪法法律和国务院的独立王国，吴爱英负主要责任，应当立即依法罢免其职务。”。
2016年3月2日到4月30日，中央第六巡视组对司法部党组进行了专项巡视，指出司法部党的领导弱化、党的建设缺失，对一些单位和党员干部队伍管理松散，有的领导干部违规兼职、档案造假、瞒报个人事项等，全面从严治党不力，办理减刑、假释、暂予监外执行及罪犯转押服刑等方面腐败行为易发多发。巡视组还收到了涉及一些领导干部的问题反映，已按规定转中央纪委、中央组织部及有关方面处理。巡视中还发现了司法部政治部主任卢恩光的问题。卢恩光调入司法部并成为副部级干部，司法部有关领导负有重大责任。
2017年2月24日，在任职12年后，年满65周岁的吴爱英不再担任司法部部长、党组书记职务。
吴爱英是中共十四、十五、十六、十七、十八大代表，十四、十五、十六届中央候补委员，十七届、十八届中央委员，第十届全国政协委员。

### 开除党籍
2017年6月3日，香港媒体《星島日報》报道，受到其山东老乡、原司法部政治部主任卢恩光资历全面造假等问题牵连，吴爱英因为严重违纪被开除党籍，降为副局级非领导职务，其十八大代表资格被终止。
2017年10月14日闭幕的中国共产党第十八届中央委员会第七次全体会议审议并通过了中央纪委关于吴爱英严重违纪问题的审查报告，确认了中共中央政治局之前作出的给予吴爱英开除党籍处分，吴爱英成为中共十八大后第18名被公开通报查处的第十八届中央委员以及首位被查处的女性第十八届中央委员。

## 家庭
- 丈夫：曹云龙。1978年，吴爱英和在昌乐县部队服役的江苏人曹云龙结婚，曹云龙的父母家在江苏省阜宁县农村[3]。吴爱英和曹云龙育有两女。